# اريك هولمز
اريك هولمز (بالإنجليزية: Eric Holmes)‏ هو سائق سباق أمريكي، ولد في 16 أكتوبر 1974.